# Lusignan-Petit
Lusignan-Petit is een gemeente in het Franse departement Lot-et-Garonne (regio Nouvelle-Aquitaine) en telt 273 inwoners (1999). De plaats maakt deel uit van het arrondissement Agen.

## Geografie
De oppervlakte van Lusignan-Petit bedraagt 7,3 km², de bevolkingsdichtheid is 37,4 inwoners per km².
De onderstaande kaart toont de ligging van Lusignan-Petit met de belangrijkste infrastructuur en aangrenzende gemeenten.

## Demografie
Onderstaande figuur toont het verloop van het inwonertal (bron: INSEE-tellingen).